# Salto do Parati
Salto Parati é uma queda de água localizada no Rio Parati, dentro do Parque Nacional de Saint-Hilaire/Lange no município de Guaratuba, no litoral do Paraná no fundo da Baía de Guaratuba. É uma atração turística deste município, sendo acessada através de barcos e caminhada. O local possui piscinas naturais utilizadas para banho.